# Transports urbains de Briançon
Pour les articles homonymes, voir TUB.
Le réseau TUB, dont le nom complet est Transports urbains de Briançon, est le réseau de transport urbain de la ville de Briançon.

## Histoire
Un nouveau réseau de transport urbain est mis en place au 5 novembre 2007 avant d'être de nouveau restructuré le 25 juillet 2016. Il ne comporte alors plus que 3 lignes au lieu de 4.

## Parc de véhicules

### Midibus
| Constructeur  | Modèle      | Numéros de Parc     | Immatriculation               | Période de mise en service        | Affectation | Réaffectation après la perte du réseau au profit de Resalp en Novembre 2022                                   |
| ------------- | ----------- | ------------------- | ----------------------------- | --------------------------------- | ----------- | --- |
| Mercedes-Benz | Citaro K    | - 94247 -           | CH-380-VN AY-373-JL AY-386-JL | (2) Aout 2010 (1) Juillet 2012    | 123         | Réaffectés sur les réseaux de Autun pour le CH-380-VN et de Albertville pou le AY-373-JL et le AY-386-JL      |
| Mercedes-Benz | Citaro C2 K | 32905 105535 108349 | EG-233-FV FN-481-BP FY-750-ST | (1) Octobre 2016 (2) Octobre 2020 | 123D        | Réaffectés sur les réseaux de Evian pour le FN-481-BP et le FY-750-ST et de Morzine Avoriaz pour le EG-233-FV |
| Otokar        | Vectio U    | 71113               | DA-494-LC                     | (1) Novembre 2013                 | 123         | Réaffecté sur la Navette Bourg Saint Maurice - Séez.                                                          |

### Minibus
| Constructeur  | Modèle  | Numéro de Parc | Immatriculations | Période de mise en service | Affectation | Réaffectation après la perte du réseau au profit de Resalp en Novembre 2022 |
| ------------- | ------- | -------------- | ---------------- | -------------------------- | ----------- | --------------------------------------------------------------------------- |
| Mercedes-Benz | City 35 | -              | EK-299-QE        | (1) Mars 2017              | 23          | Restitué à Lambert Location en Octobre 2022                                 |

### Dépôts
Le réseau TUB était exploité par Transdev Briançon, les véhicules étaient rangés au dépôt de Lampiers. La maintenance des bus était aussi faite au dépôt